# Wim Jonk
Wilhelmus Maria "Wim" Jonk (* 12. října 1966, Volendam) je bývalý nizozemský fotbalista, záložník. S nizozemskou reprezentací získal bronzovou medaili na mistrovství Evropy v roce 1992 a zúčastnil se i dvou světových šampionátů, v roce 1994 a v roce 1998, kdy Nizozemci skončili čtvrtí. Za národní tým nastupoval v letech 1992–1999, odehrál 49 utkání a vstřelil 11 branek. Na MS sehrál 11 zápasů (dal tam 2 góly), na ME jeden. S Ajaxem Amsterdam vyhrál Pohár UEFA 1991/92 a s Interem Milán Pohár UEFA 1993/94. S Ajaxem se stal mistrem Nizozemska (1989/90), jeden titul získal i s PSV Eindhoven (1996/97). V Ajaxu působil v letech 1988–1993, v Interu v letech 1993–1995 a v PSV v období 1995–1998. Nejvyšší nizozemskou soutěž hrál ještě za FC Volendam (1987-1988), rok s ním strávil i ve druhé lize (1986-1987). V dresu Sheffield Wednesday hrál dva roky Premier League, jeden rok se Sheffieldem okusil též druhou anglickou nejvyšší soutěž. V protestantském Nizozemsku patří ke katolické menšině, jako jeden z mála nizozemských hráčů se proto při vstupu na hřiště křižoval.